# Donald McKay (Politiker)

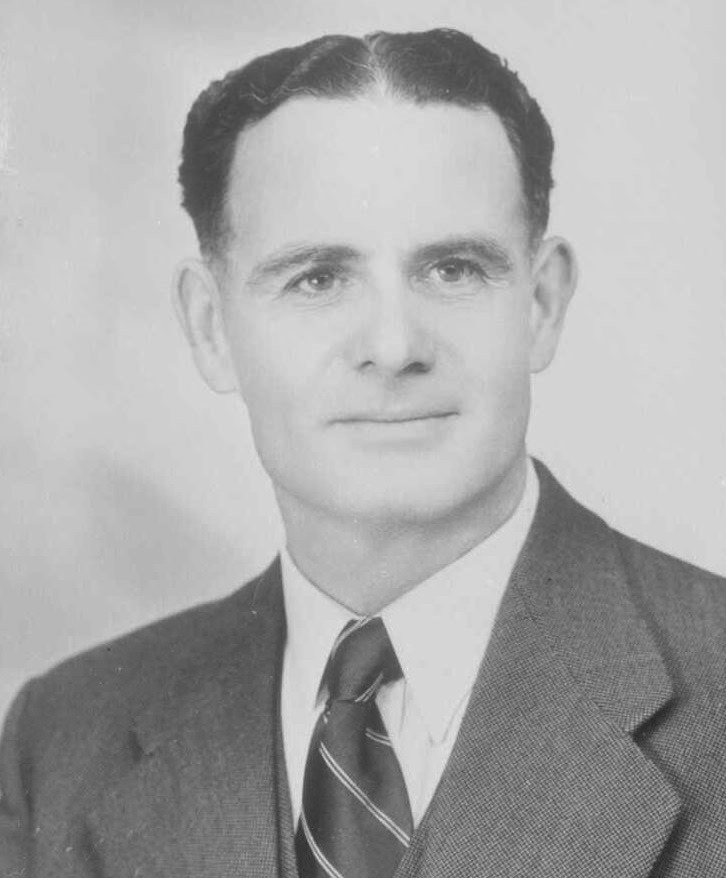
Don Mc Kay (1957)

Hon. Sir Donald „Don“ Norman McKay, KCMG (* 18. November 1908 in Waipu; † 30. März 1988 ebenda) war ein neuseeländischer Politiker der New Zealand National Party, der unter anderem von 1954 bis 1972 Mitglied des Repräsentantenhauses sowie zwischen 1962 und 1972 Minister für Gesundheit und soziale Sicherheit	sowie Minister für Frauen- und Kinderwohlfahrt war.

## Leben

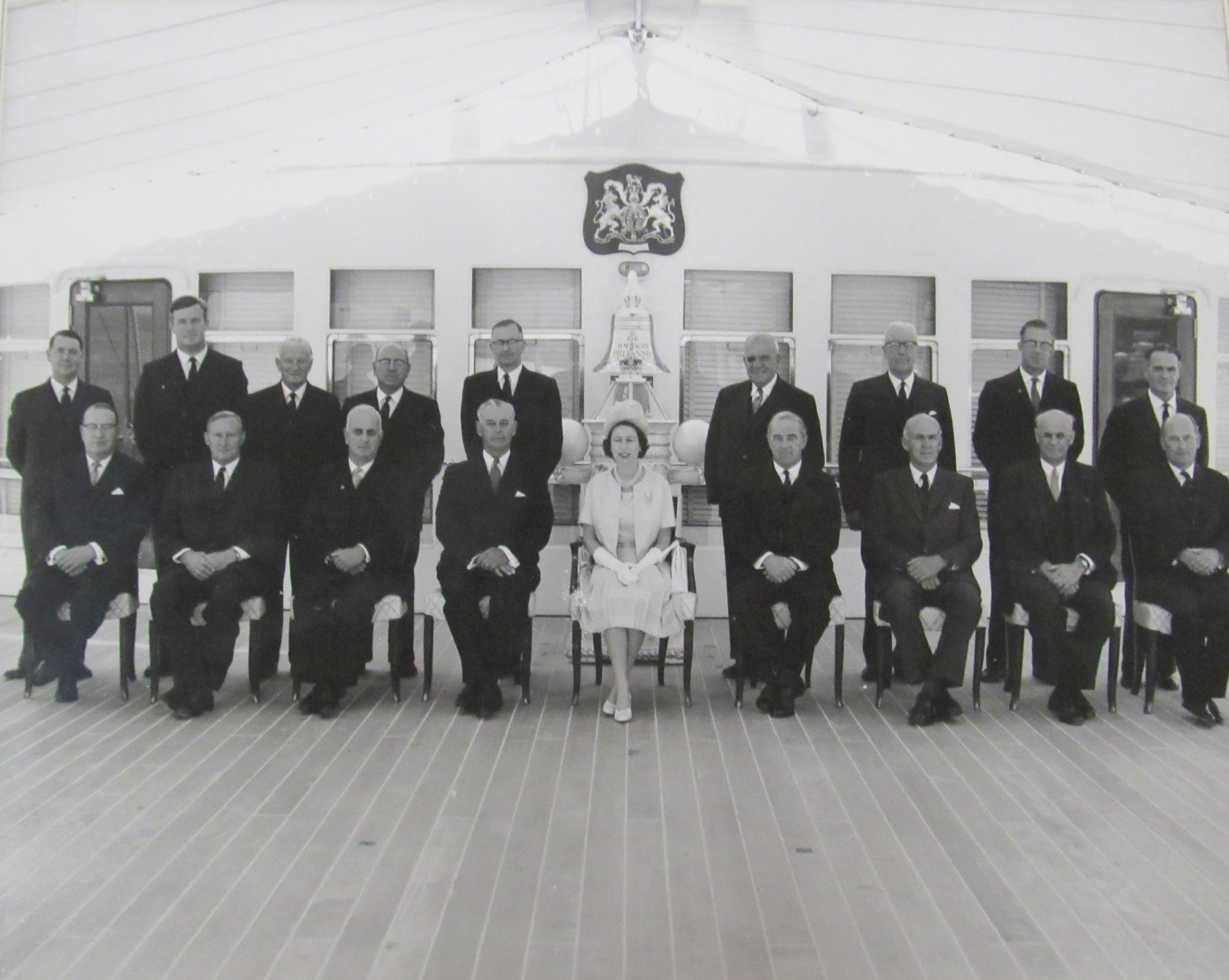
McKay (hinten, 1.v.r.) und das Kabinett Holyoake II mit Königin Elisabeth II. (Februar 1963).

Donald „Don“ Norman McKay, Sohn von Angus John „Gus“ McKay (1868–1941) und Isabella Ann McGregor McKay (1885–1971), absolvierte nach dem Besuch der Whangārei Boys’ High School ein Studium an der University of Auckland und war danach als Farmer tätig. Am 13. November 1954 wurde er für die Nationale Partei (New Zealand National Party) als Nachfolger seines Parteifreundes Alfred Murdoch erstmals Mitglied des Repräsentantenhauses (House of Representatives) und vertrat in diesem bis zum 25. November 1972 den Wahlkreis „Marsden“, woraufhin dieser Wahlkreis aufgelöst wurde.
Im Zuge einer Regierungsumbildung wurde Don McKay am 24. Januar 1962 im Kabinett Holyoake II Nachfolger von Norman Shelton als Minister für Gesundheit und soziale Sicherheit und als Minister für Frauen- und Kinderwohlfahrt und bekleidete diese Posten auch im Kabinett Holyoake III (20. Dezember 1963 bis 22. Dezember 1969) sowie im Kabinett Holyoake IV (22. Dezember 1969 bis 7. Februar 1972). Für seine Verdienste wurde er am 3. Juni 1978 als Knight Commander des Order of St Michael and St George (KCMG) nobilitiert, wodurch er fortan den Namenszusatz „Sir“ trug. Nach seinem Ausscheiden aus Parlament und Regierung war er zeitweilig noch Vorsitzender der Hafenverwaltungsbehörde (New Zealand Ports Authority ).
Aus seiner 1934 geschlossenen Ehe mit Miriam Hilda Stehr McKay (1909–2009) gingen zwei Töchter und ein Sohn hervor. Nach seinem Tode wurde er auf dem Waipū Cemetery in Whangārei beigesetzt.

## Hintergrundliteratur
- James Oakley Wilson: New Zealand Parliamentary Record, 1840–1984, V.R. Ward, Government Printer, Wellington 1913, 4. Auflage  1985
- Barry Gustafson: The First 50 Years. A History of the New Zealand National Party. : Reed Methuen, Auckland 1986, ISBN 0-474-00177-6.
- Jack Marshall: John Marshall Memoirs. Volume Two: 1960–1988, Collins, Auckland 1989, ISBN 1-86950-003-2